# Epitausa perseverans
Epitausa perseverans là một loài bướm đêm trong họ Erebidae.